# Juan Baltasar Toledano
Juan Baltasar Toledano (El Campillo, 17 de enero de 1766-Valladolid, 27 de mayo de 1830) fue un clérigo católico español, obispo de Valladolid.

## Biografía
Natural de El Campillo, hijo de Gabriel Toledano, estudió filosofía y teología en la Universidad de Salamanca, doctorándose. Toledano fue ordenado sacerdote en 1791 y en 1802 obtuvo la canongía lectoral de la catedral de Astorga. En 1819 fue nombrado abad y presidente del cabildo de la colegiata de Baza, hasta que el rey Fernando VII le consagró obispo de Valladolid el 24 de mayo de 1823. Tras la preconsagración del 12 de julio de 1824, Antonio Allué y Sessé, patriarca de las Indias Occidentales, lo consagró obispo el 3 de octubre de 1824; los co-consagradores fueron el arzobispo de Burgos, Rafael de Vélez, y el obispo de Maynas, Hipólito Sánchez Rangel.
Juan Baltasar Toledano murió tras cinco años de episcopado y fue enterrado en la catedral de Valladolid. 